# Кирха Святого Иоанна (Севастьяново)

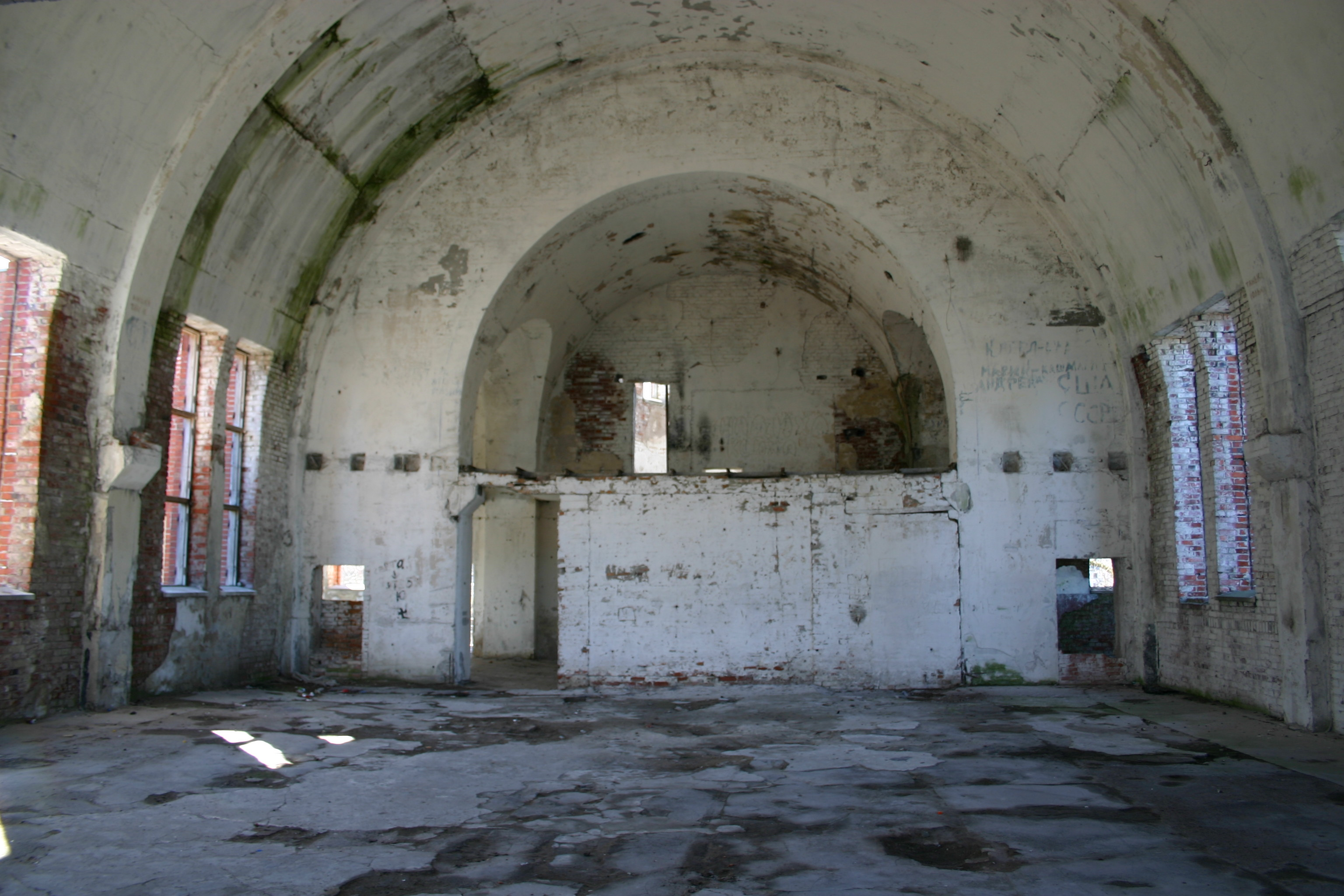
Церковный зал в 2005 году

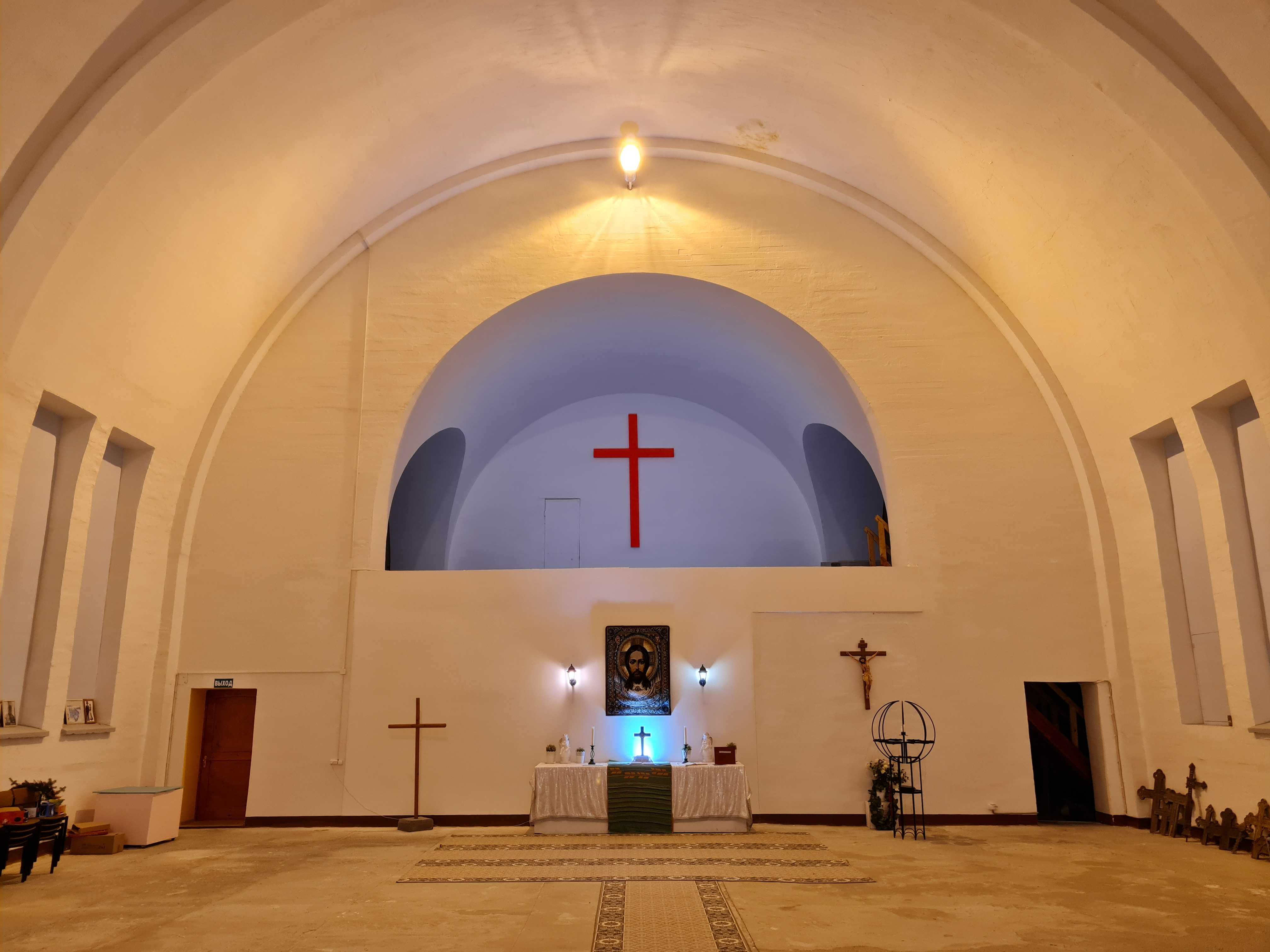
Церковный зал в 2021 году

Кирха Святого Иоанна (фин. Кaukolan kirkko) — лютеранская церковь в Приозерском районе Ленинградской области. Расположена в посёлке Севастьяново на берегу реки Севастьяновки, до 1948 года — пролив Мунккисалми (фин. Munkkisalmi, рус. Монашеский пролив), озера Кирккоярви (фин. Kirkkojärvi, рус. Церковное озеро), в бывшей общине Каукола (фин. Kaukola).

## Описание
Кирха представляет собой длинное сооружение с башней. Со стороны берега находится полукруглая апсида, над ней — колокольня. По бокам апсиды располагаются более низкие, чем основная часть церкви, поперечные постройки, где находится ризница и другие помещения. Верхняя часть колокольни уже нижней. В другом торце церкви расположен трехдверный главный вход, над которым большое круглое окно. Стены церковного зала попарно обрамлены узкими и высокими окнами, такими же, как в колокольне. Окружающие апсиду окна меньшего размера.
Церковный зал был побелён, единственная галерея находилась над главным входом. Она была предназначена для органа, но его не успели установить перед Зимней войной, хотя он и был уже закуплен. Запрестольного образа в церкви не было, на его месте за алтарем была кафедра. В колокольне было два колокола, спасённых при пожаре прежней церкви.

## История
Церковь является уже пятым по счету лютеранским храмом на этом месте.

### Более ранние церкви
Хотя лютеранский приход Каукола и стал полностью самостоятельным только в 1896 году, в этом месте были лютеранские церкви уже с первой половины XVII века. Первую церковь построили в 1642 году. К концу XVII века она пришла в ветхое состояние, её ремонт был завершен в 1692 году. В годы Северной войны церковь была разрушена, новая была возведена в 1751 году и освящена во имя Святого Иоанна. О её дальнейшей судьбе данных не сохранилось. В 1770-х годах стали строить новую церковь.
Церковь построили в 1779 году, строительными работами руководил Эскил Коллениус. Модель церкви представляла собой крест, на крыше в месте скрещивания была маленькая храмовая башня (сигнатурка). Ризница помещалась в промежутке между восточной и северной оконечностью креста. Рядом с церковью была отдельная восьмигранная колокольня. Церковь была отремонтирована в 1908 году по плану известного губернского архитектора Ивара Аминова. В результате ремонтных работ внешний облик церкви изменился, но не так резко, как, например, в лютеранской церкви Сортавалы. Помимо прочего был увеличен размер окон, обновлена обшивка, поднят потолок в прихожих, а сигнатурка заменена на остроконечную башенку. Лютеранская церковь Святого Иоанна была уничтожена в пожаре, устроенном психически больным человеком в июне 1932 года на Юханнус (рус. Иванов день).

### Строительство пятого храма
После пожара, уничтожившего предыдущую деревянную церковь в 1932 году, чертежи новой церкви были заказаны архитектору Лассе Бъёрку, сыну известного строительного мастера Пааво Бъёрка. Новую церковь построили из красного кирпича в 1932—1933 гг. на месте старой.
Строительным подрядчиком выступила компания «RW Stern» из Выборга. Главную лестницу спроектировал Оскари Ниминен, а мебель для церкви изготовила компания «Veljekset Rämö». Работы по электрооборудованию (включая электроотопление) храма выполнила компания из Хельсинки. Здание церкви было рассчитано на 1100 посадочных мест. Над помещением сакристии (ризницы) храма размещались библиотека и небольшой читальный зал с панорамным обзором.

### Военное время (1939—1940 и 1941—1944 гг.)
Церковь не пострадала в Зимнюю войну. После войны территория коммуны Каукола перешла Советскому Союзу. Церковные колокола и имущество были эвакуированы на территорию Финляндии. В межвоенный период 1940—1941 гг. церковный зал и алтарь были разрушены, демонтированы деревянные полы и вывезены все церковные скамьи. В августе 1941 года, во время боевых действий, кирха оказалась в эпицентре боестолкновения, в результате которого наступающие финские войска прямой наводкой уничтожили советский пункт корректировки огня, расположившийся на колокольне храма. Верхняя часть колокольни с крестом была разрушена. В период с 1941 по 1944 гг. финны успели провести некоторые ремонтные работы, в частности отстроили колокольню, правда на несколько метров ниже разрушенной в результате артобстрела. В 1944 году эти территории вновь перешли Советскому Союзу.

### Послевоенное время
После войны здание церкви использовалось в качестве курятника. С 1945 по 1972 год в помещении храма находилась одна из крупнейших в Ленинградской области птицефабрик. С 1972 года здание было заброшено, всё, что имело хоть какую-то ценность, было демонтировано и разворовано. К концу 1980-х годов кровля здания частично обрушилась, все деревянные конструкции были сломаны, а само здание постепенно превращалось в руины.
В 1990 году руководство местного совхоза предпринимало попытки организовать в здании бывшей церкви молодёжный клуб. Была отремонтирована кровля и в большей части здания вставлены окна.
В 1992 году бывшие финские жители прихода Каукола провели в приведённом в относительный порядок здании первое за послевоенное время богослужение. К сожалению, практически сразу после этого церковь вновь была заброшена и пострадала от вандализма, все окна были разбиты, рамы и двери украдены. Кирха вновь превратилась в свалку мусора.

### Современная история
В конце 1996 года в Севастьянове был образован и официально зарегистрирован лютеранский приход, который вошёл в структуру Евангелическо-лютеранской церкви Ингрии.
Силами местного прихода во главе с настоятелем Виктором Ружинским начиная с 2000-х годов проводились работы по спасению здания церкви, которая к этому времени представляла собой печальное зрелище. По периметру всего здания были установлены противовандальные ставни, закрыт доступ в здание посторонним.
В 2011 году была восстановлена сакристия (ризница) храма, в котором, начиная с этого времени приход проводил свои богослужения. Также в период 2012—2015 годов была восстановлена кровля здания, значительно пострадавшая в результате разрушительного урагана в июле 2010 года. В последующие годы был выполнен ряд технически сложных работ по изготовлению и монтажу новых лестничных пролетов ведущих на башню и колокольню храма, доступ к которым был невозможен в течение многих десятилетий. Была восстановлена кровля церковного шпиля (навершия), где в Вербное воскресение в апреле 2017 года был установлен крест.
За период 2010—2016 гг. был проведён комплекс работ по спасению и восстановлению храма, благоустроена прилегающая территория, что позволило в 2016 году провести в церкви масштабный праздник, посвященный 20-летию нового церковного прихода. В этот день праздничные мероприятия посетили сотни людей, в том числе многочисленные гости из-за рубежа.
В мае 2018 года после долгих согласований здание церкви было передано в собственность Евангелическо-лютеранской церкви. В последующие годы местный лютеранский приход во главе со своим настоятелем продолжает прилагать значительные усилия для возвращения храма к жизни. И несмотря на то, что ещё предстоит провести большой объём работ, уже сейчас кирха стала популярным местом посещения многочисленных российских и зарубежных туристов.
Здание церкви в Севастьянове, наряду с известной лютеранской церковью Марии Магдалины в Приморске, является одной из самых высоких лютеранских церквей Ленинградской области, а находящаяся в кирхе часовня «Во имя Невинноубиенных Младенцев» с алтарным образом «Святой Младенец» стала в последние годы местом паломничества христиан самых различных конфессий.

### Судьба церковного имущества
Большой колокол церкви прихода Каукола сейчас находится в часовне на кладбище Харью (фин. Harjun kappeli), муниципалитета Паркано, а малый — в церкви города Юлёярви, там же находятся и церковные картины. Церковная утварь для причастия в 1950 году была подарена приходу в городе Сийлинъярви.